# Vojtěch Havelka
Vojtěch Havelka (* 21. září 1986) je český herec. V roce 2007 maturoval na hudebně dramatickém oddělení Pražské konzervatoře a v roce 2009 zde zakončil studium.
Hrál v představeních Divadla Konzervatoře. Nyní[kdy?] hraje jako host v Mužích v offsidu a Zločinu v Posázavském pacifiku v Městském divadle v Mladé Boleslavi a také v muzikálu Krysy, který nastudoval se spolužáky z konzervatoře pod režijním vedením Marie Doležalové. Momentálně[kdy?] je kmenovým hercem Krutodivadla Kachny!
Je synem Ondřeje Havelky. V roce 2020 se oženil se zpěvačkou Terezou Nálevkovou.

## Divadelní role

### Divadlo Konzervatoře
- Tři v tom, 2007–2009 – Ubaldo
- Yvonna, princezna Burgundská, 2008–2009 – Innocenc
- Eurydika, 2008–2009 – Vincent
- Liliomfi, 2008–2009 – Kányay, hostinský v Telgedu

### Městské divadlo Mladá Boleslav
- Karel Poláček, Martin Vačkář: Muži v offsidu – Eman Habásko
- Ondřej Havelka, Martin Vačkář: Zločin v Posázavském pacifiku – Willy

### Městská divadla pražská ABC
- Ondřej Havelka, Martin Vačkář: Saturnin, 2011 – Milouš

### Krutodivadlo!
- Petr Hudský: Kacířské nápady, 2009
- Vařený hlavy, 2010